# Максимовка (Кременчугский район)
Максимовка (укр. Максимівка) — село,
Максимовский сельский совет,
Кременчугский район,
Полтавская область,
Украина.
Код КОАТУУ — 5322482601. Население по переписи 2001 года составляло 2052 человека.
Является административным центром Максимовского сельского совета, в который не входят другие населённые пункты.

## Географическое положение
Село Максимовка находится на левом берегу Кременчугского водохранилища,
выше по течению на расстоянии в 2 км расположено село Градижск (Глобинский район),
ниже по течению на расстоянии в 3 км расположено село Недогарки.
Рядом проходит автомобильная дорога Н-08.

## История
- 1515 — село Максимовка упоминается как владение Пивгородского Николаевского монастыря[2].
- Есть на карте 1800 года как Майсамовка.[3]
- В 1862 году в селе казенном Максимовка была церковь православная и 260 дворов где жило 1825 человек.[4]
- В 1911 году в селе Максимовка была Успенская церковь и жило 3619 человек.[5]

## Экономика
- Молочно-товарная ферма.
- ЧП «Колос».
- ЧП «Кременчуг НефтеХимСервис».

## Объекты социальной сферы
- Максимовский УВК.

## Известные жители и уроженцы
- Михайлик Яков Данилович (1922—2011) — Герой Советского Союза, родился в селе Максимовка.
- Глушко Михаил Филиппович (1920—1943) — Герой Советского Союза, родился в селе Максимовка.
- Криворучко, Надежда Михайловна (род. 1937) — Герой Социалистического Труда.
- Приглебов Алексей Васильевич (1914—1943) — Герой Советского Союза, похоронен в селе Максимовка.

## Достопримечательности
- Братская могила советских воинов.